# Підводні човни типу «Джордж Вашингтон»
| Підводні човни типу «Джордж Вашингтон» | Підводні човни типу «Джордж Вашингтон»                             | Підводні човни типу «Джордж Вашингтон»                             |
| -------------------------------------- | ------------------------------------------------------------------ | ------------------------------------------------------------------ |
| George Washington class                |                                                                    |                                                                    |
|                                        |                                                                    |                                                                    |
|                                        |                                                                    |                                                                    |
| Спуск на воду                          | 1959—1961 рр (5 човнів)                                            | 1959—1961 рр (5 човнів)                                            |
| Виведений зі складу флоту              | 1981—1985 рр                                                       | 1981—1985 рр                                                       |
| Проєкт                                 |                                                                    |                                                                    |
| Тип ПЧ                                 | Підводний човен атомний з балістичними ракетами                    | Підводний човен атомний з балістичними ракетами                    |
| Класифікація НАТО                      | USS George Washington (SSBN-598)                                   | USS George Washington (SSBN-598)                                   |
| Основні характеристики                 |                                                                    |                                                                    |
| Швидкість (надводна)                   | 20 вузлів (39 км/год)                                              | 20 вузлів (39 км/год)                                              |
| Швидкість (підводна)                   | 25 вузлів (48 км/год)                                              | 25 вузлів (48 км/год)                                              |
| Робоча глибина занурення               | 220 м                                                              | 220 м                                                              |
| Гранична глибина занурення             | 300 м                                                              | 300 м                                                              |
| Автономність плавання                  | 70 діб                                                             | 70 діб                                                             |
| Екіпаж                                 | 120 осіб                                                           | 120 осіб                                                           |
| Розміри                                |                                                                    |                                                                    |
| Довжина найбільша (по КВЛ)             | 116,3 м                                                            | 116,3 м                                                            |
| Ширина корпусу найб.                   | 9,9м                                                               | 9,9м                                                               |
| Середня осадка (по КВЛ)                | 6,7 м                                                              | 6,7 м                                                              |
| Водотоннажність надводна               | 16764 т                                                            | 16764 т                                                            |
| Озброєння                              |                                                                    |                                                                    |
| Торпедно- мінне озброєння              | 6 носових ТА калібру 533 мм (18 торпед Mark 16 mod. 6 або Mark 37) | 6 носових ТА калібру 533 мм (18 торпед Mark 16 mod. 6 або Mark 37) |
| Ракетне озброєння                      | 16 шахтні ПУ РБ «Поларіс А1» і «Поларіс А-3»                       | 16 шахтні ПУ РБ «Поларіс А1» і «Поларіс А-3»                       |

Підводні човни типу «Джордж Вашингтон» — серія з п'яти атомних підводних човнів з балістичними ракетами ВМС США. Перший в світовій історії проєкт ПЧАРБ. Передавалися флоту у 1960—1961 рр.

## Історія
За основу був взятий проєкт атомного торпедного човна «Скіпджек». В корпус цього ПЧ за рубкою був вставлений 40-ка метровий відсік де і розмістили 16 пускових ракетних шахт. Також був збільшений другий відсік для забезпечення розміщення необхідного обладнання для запуску балістичних ракет.

## Конструкція

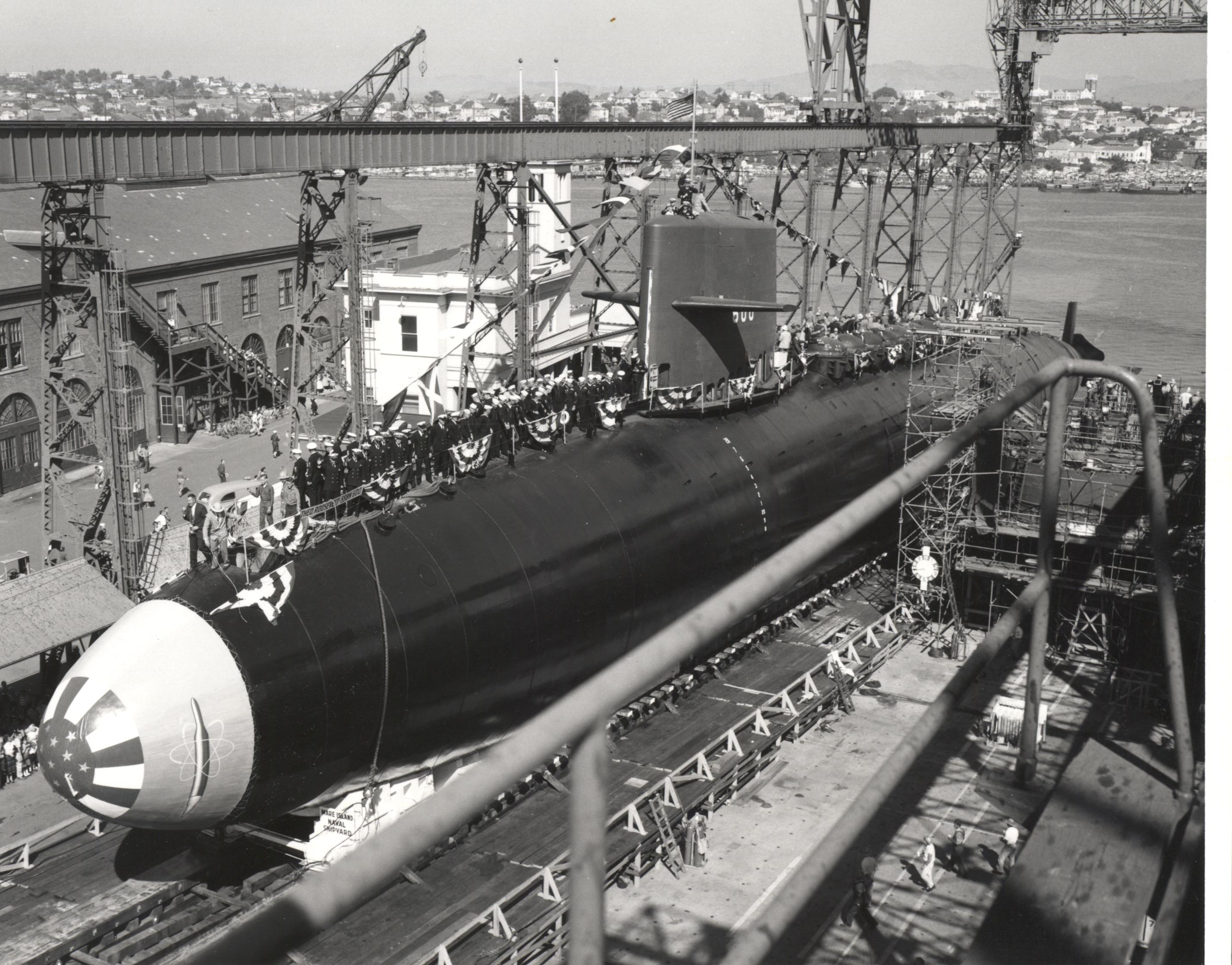
Човен «Теодор Рузвельт» на заводському стапелі

Конструкція півтора корпусна, класична для американського підводного флоту. Вперше там був встановлений гіроскопічний заспокоювач качки, котрий знизив у 5 разів амплітуду качань на глибинах до 50 м що підвищило влучність стрільби. Загальне компонування човнів «Джорж Вашингтон» з вертикальними шахтами за рубкою, посередині човна стала класичною для усіх човнів цього класу, окрім радянської «Акули» і то тільки в розміщення рубки..

## Корпус

### Енергетичне обладнання
На човні, разом з ядерним реактором, був встановлений допоміжний дизель генератор, котрий використовувався у випадку аварії ГЕУ (головної електричної установки) і забезпечував рух човна з швидкістю 5 вузлів.

## Озброєння

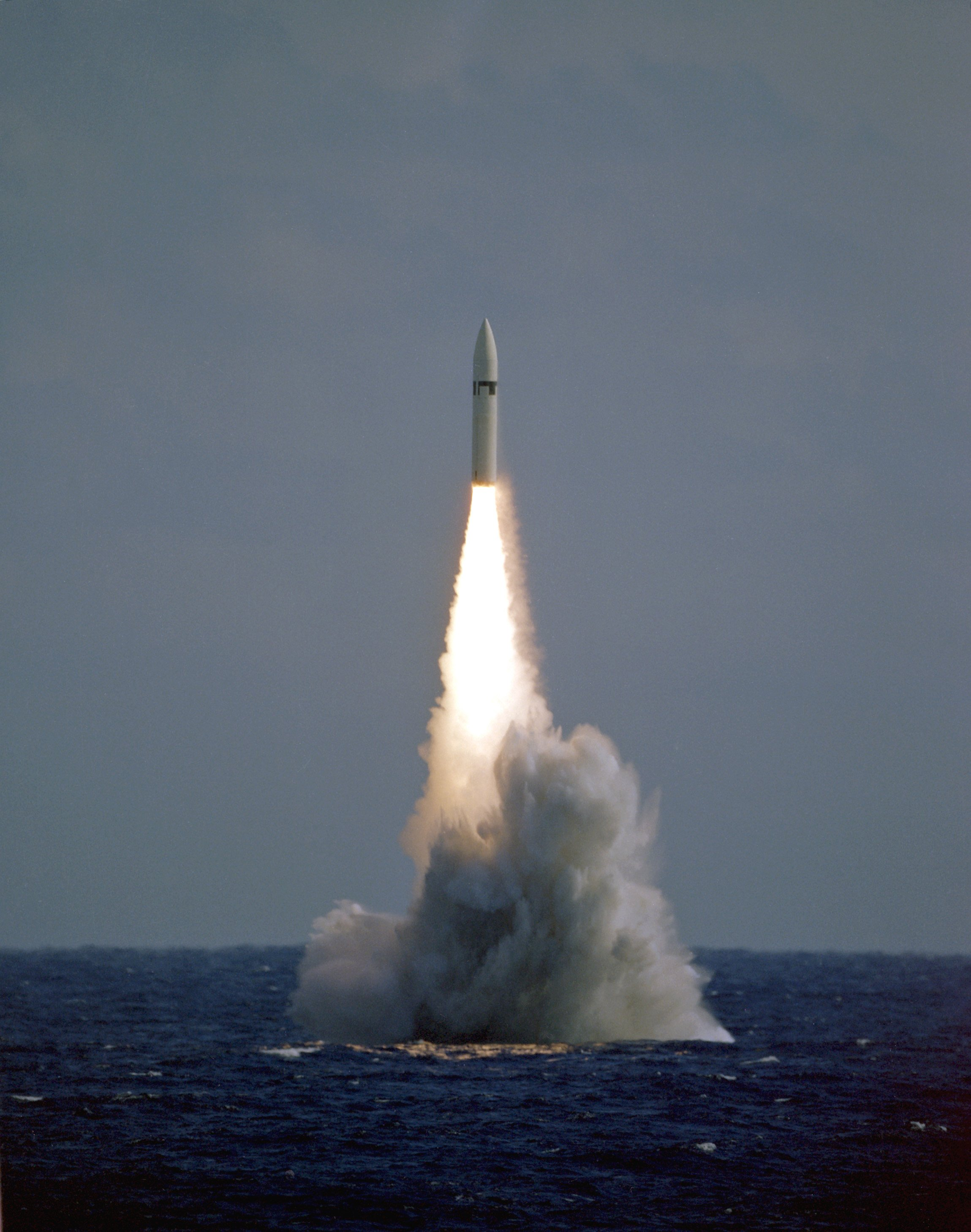
Запуск ракети Поларіс-А3 з човна «Роберт Е. Лі»

Пуски ракет можна було проводити з глибин до 25 м при швидкості не більше 5 вузлів (9 км/год) і «послідовно», тобто через значний проміжок часу. Перша ракета могла стартувати через 15 хв після отримання відповідного наказу. Ракета викидалася з шахти стиснутим повітрям, після чого вмикався стартовий двигун першої ступеня ракети. Спочатку човен був озброєний ракетами Polaris A-1, а в 1964—1967 роках вони були замінені на ракети Polaris A-3 (довжина корпусу 8 м). Окрім ракет човен був оснащений 6-ма торпедними апаратами з боєкомплектом у 18 торпед Mark 16 mod 6 або Mark 37.

## Експлуатація

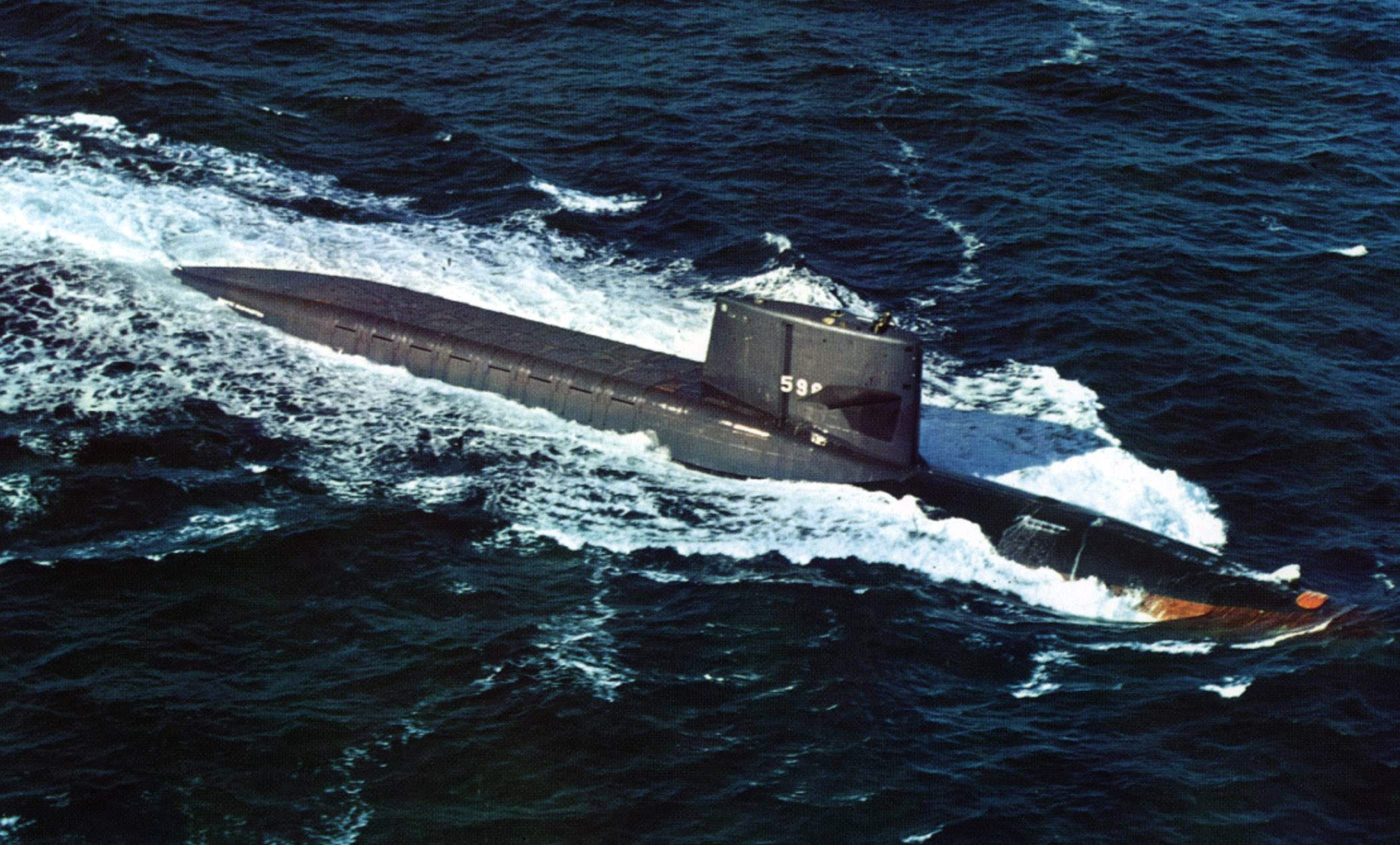
Човен «Джордж Вашінгтон» в морі

По причині відносно малої дальності польоту ракети балістичних ракет Поларіс і їх направленості на СРСР тим човнам доводилося нести службу в Північній Атлантиці і в Середземному морі. Усі п'ять човнів проєкту увійшли в склад 14-ескадри підводних човнів Атлантичного флоту. В 1960 році з урядом Великої Британії була укладена угода про будівництво в бухті Холі-Лох комплексу споруд для обслуговування американських ПЧАРБ.

## Сучасний статус і перспективи
Усі човни виведені з експлуатації у 1981—1985 роках

## Оцінка проєкту
Маючи суттєві недоліки ПЧАРБ цього проєкту майже в усіх показниках переважали радянські підводні човни з балістичними ракетами у 60-ті роки.

## Представники
- «Джордж Вашингтон», закладений на Electric Boat 1 листопада 1958, спущений на воду 9 липня 1959, переданий флоту 30 грудня 1959, виведений зі складу флоту 24 січня 1985.
- «Патрік Генрі», закладений на Electric Boat 27 травня 1958, спущений на воду 22 вересня 1959, переданий флоту 11 квітня 1960, виведений зі складу флоту 25 травня 1984.
- «Теодор Рузвельт», закладений на Mare Island NSY 20 травня 1958 року, спущений на воду 3 жовтня 1959, переданий флоту 13 лютого 1961, виведений зі складу флоту 28 січня 1981.
- «Роберт Лі», закладений на Newport News 25 квітня 1958, спущений на воду 18 грудня 1959, переданий флоту 16 вересня 1960, виведений зі складу флоту 1 грудня 1983.
- «Авраам Лінкольн», закладений на Portsmouth NSY 1 листопада 1958, спущений на воду 14 травня 1960, переданий флоту 11 березня 1961, виведений зі складу флоту 26 лютого 1981.